# Daniel Lescallier
Daniel Lescallier (Lione, 4 novembre 1743 – Parigi, 14 maggio 1822) è stato un politico francese, che ricoprì vari incarichi come prefetto marittimo, governatore, prefetto coloniale e console generale negli Stati Uniti d'America..

## Biografia
Nacque a Lione il 4 novembre 1743. Nel 1761 andò in Gran Bretagna dove passò cinque anni, studiando e lavorando come segretario del Duca di Nivernais, ambasciatore del Regno di Francia a Londra.  Voleva entrare nel corpo degli ingegneri navali della Marine royale, ma prima di superare l'esame si recò a Santo Domingo nel 1764, al seguito del conte Charles Henri d'Estaing, governatore generale, e fu il primo a disegnare una mappa della città e dei sobborghi. Al suo ritorno in Francia nel 1766 fu inquadrato nell'amministrazione marittima di Tolone, dove ricoprì successivamente i gradi di allievo commissario, vicecommissario e commissario marittimo. Fu imbarcato come commissario di bordo sulla fregata Pléiade (1767), sul vascello da 64 cannoni Rencontre (1769),  e su quello da 80 cannoni Languedoc (1773). Il 25 aprile 1774 fu nominato assistente di Brun de Sainte Catherine, "Commissaire Ordonnateur" incaricato della gestione della Scuola di marina di Tolone. Fu poi inviato all'estero per visitare i principali porti d'Europa, Inghilterra, Svezia e Russia in particolare. Si tratta di verificare e completare un dizionario francese-inglese dei termini e delle frasi della Marina, e di conoscere le munizioni navali dei paesi del nord. Alla fine del 1774 era a Londra. Nel maggio 1775 era in Russia, dove rimase per due mesi, poi andò in Svezia dove visitò Stoccolma e Göteborg e infine andò di nuovo Londra. Al suo ritorno in Francia scrisse un libro di memorie sulle munizioni navali nei Paesi baltici, destinato al Ministro della Marina. Il memoriale influenzò la decisione del ministro di inviare lì ufficiali e ingegneri navali per fornire una scelta migliore e munizioni navali più economiche alla flotta francese. Nel gennaio 1777 fu nominato commissario ordinario del porto e dell'arsenale di Tolone, responsabile dei cantieri e delle officine.
Nel 1780 fu inviato a Grenada con l'incarico di Ispettore generale della colonia, e all'inizio del 1782 il re Luigi XVI di Francia lo nominò organizzatore delle tre colonie della Guyana olandese, Demerara, Berbice ed Essequibo, appena riprese agli inglesi da Armand de Kersaint, incarico che mantenne fino alla firma del trattato di pace, nel 1784, quando le colonie vennero restituite agli olandesi. Una pensione di 2.000 franchi fu la ricompensa per i suoi buoni servigi.
Dal 1785 al 1788 fu amministratore la Guyana francese con il rango di commissario generale e durante il suo incarico ristabilì l'ordine nelle finanze e suggerì al governo centrale molti progetti di miglioramento.  Rientrò in Francia nel 1788 e finì per essere assistente del comitato marittimo dell'Assemblea nazionale costituente. Nel 1789 visitò, per ordine del governo, con l'ingegnere Pierre Alexandre Laurent Forfait, i porti, gli arsenali e i cantieri navali dell'Inghilterra e della Repubblica delle Sette Province Unite.
Nel marzo 1792 lasciò nuovamente la Francia, a bordo della fregata Fidèle,  in qualità di commissario civile per l'Île de France, Borbone e gli stabilimenti oltre il Capo di Buona Speranza, fino a Pondicherry, dove si scontrò con il governatore Camille Charles Le Clerc de Fresne che si dimise nel gennaio 1793. Durante il suo soggiorno nell'India francese, scoprì diversi manoscritti, tra cui Le trentadue marce del trono (racconti ispirati alla vita leggendaria di Vikramâditya), allora completamente sconosciuti in Europa, che tradusse dal persiano (lingua usata all'epoca tempo in questa regione dell'India) e lo fece pubblicare in francese nel 1817 a New York. Fatto prigioniero di guerra alla caduta di Pondicherry, il 22 agosto 1793, rimase in prigionia sino al 1797.
Questa missione durò sei anni e mezzo; il risultato fu di preservare l'Île de France e di Borbone dagli avvenimenti insurrezionali che sconvolsero Santo Domingo. Nel 1797 rientrò in Francia a bordo della fregata Cybèle, dove diresse per un anno l'ufficio coloniale del Ministero della Marina. Lasciò questo incarico per andare, come organizzatore di prima classe, ad organizzare la grande base navale di Corfù, divenuta francese dopo la caduta della Repubblica di Venezia. Aveva responsabilità anche su Zante, Cefalonia, e Malta.
Testimone degli avvenimenti del 18 brumaio (9 novembre 1799), non tardò ad essere chiamato a far parte del Consiglio di Stato dal Primo Console Napoleone Bonaparte. Nominato Membro associato non residente della Académie des sciences morales et politiques dell'Institut de France.
Distaccato in servizio straordinario come prefetto marittimo a Santo Domingo, con a sua disposizione sette navi di linea, quattro fregate, 5.000 soldati e tutti i poteri necessari per ristabilire l'ordine in questa colonia, non poté lasciare Brest dove si trovò bloccato da trenta navi da guerra inglesi e da un considerevole numero di fregate di osservazione. Richiamato a Parigi, riprese servizio presso il Consiglio di Stato e pochi mesi dopo fu nominato prefetto marittimo a Lorient.
Destinato a diventare prefetto marittimo dell'Egitto, venne a sapere dell'occupazione di questo paese da parte di forze britanniche e dovette tornare indietro verso Tolone. Nel 1800 il governo lo nominò prefetto marittimo della Guadalupa, di cui il generale Antoine Richepance era capitano generale. In questa colonia erano scoppiati gravi disordini; i ribelli avevano scacciato il contrammiraglio Jean Baptiste Raymond de Lacrosse che era lì al comando. L'8 termidoro dell'anno X scrisse al Ministro che i disordini erano completamente cessati e che il contrammiraglio Lacrosse era stato reintegrato nelle sue funzioni tra le acclamazioni unanimi degli abitanti, e 850 coloni espulsi dai movimenti rivoluzionari erano rientrati nelle loro case. Nel 1803 fu nominato membro corrispondente della Accademia francese delle scienze.
Rientrato a Parigi nel 1805, via Stati Uniti d'America dove conobbe Thomas Jefferson,  ritornò al Consiglio di Stato in servizio straordinario; il 9 vendemmiaio dell'anno XII, fu nominato membro della Legione d'onore, commendatore di quest'ordine il 25 Prairial dello stesso anno e classificato come tale tra gli elettori della Senna Marittima.
Barone dell'Impero nel 1806, prefetto marittimo a Genova, e poi a Le Havre, il 1º ottobre 1810 l'Imperatore lo nominò Console Generale negli Stati Uniti d'America.
Sostituito dopo la caduta dell'Imperatore, ritornò in Francia e si ritirò dagli affari pubblici nel 1818. Morì a Parigi il 14 maggio 1822.

## Pubblicazioni
- "Expose; des moyens de mettre en valeur et d'administrer la Guyane, Paris, 1791-1798.
- Vocabulaire des Termes de Marine Anglais et Français, Firmin Didot and others, Paris, 1797.
- "Nolions sur la culture des terres basses darts la Guyane", 1798.
- "Description botanique du chirantodendron, arbre du Mexique", traduzione dallo spagnolo, 1805.
- Le Trône Enchanté, Conte Indien traduit du Persan, New York, 1817.